# Aulne (fiume)
L'Aulne (Aon in bretone) è un fiume costiero francese lungo 140 km, che nasce nel territorio comunale di Lohuec, nel dipartimento di Côtes-d'Armor e sfocia nella rada di Brest a livello dei comuni di Landévennec e di Rosnoën. La parte a valle del suo corso è anche detta Rivière de Châteaulin.

## Toponimia
Il nome Aulne proviene dalla modifica della parola celtica Aven o Avon o Aoun e dall'espressione che ne è derivata in lingua bretone Steir-Aoun o Ster-Aoun, cioè "fiume profondo"..

## Geografia
Fiume costiero lungo 140 km, l'Aulne nasce a Lohuec, vicino alla località detta Penn Aon, a est dei monti d'Arrée. Esso scorre nella sua parte a monte, da nord verso sud, nella faglia tra Lannéanou e Landeleau, prodotta dall'eruzione del massiccio granitico dell'Huelgoat.
Più a valle, a partire dalla confluenza con l'Hyères, scorre nella direzione est-ovest, disegnando tuttavia dei meandri molto accentuati ed incassati: tra la confluenza con l'Hyères a Pénity-Saint-Laurent, comune di Landeleau, e Châteaulin, il suo corso è di 60 km mentre in linea d'aria la distanza è inferiore alla metà.
A valle, tra Pont Triffen e Port-Launay, l'Aulne è canalizzata e costituisce una parte del Canale Nantes-Brest. L'Aulne termina i suoi ultimi 18  tra Châteaulin e Rosnoën con un ría che è sottoposto all'influenza delle maree. Questa parte del fiume, da Port-Launay al mare, è chiamata correntemente l"'Aulne marittima" e si gette nella rada di Brest all'altezza di Landévennec.
Un meandro dell'Aulne marittima ospita il cimitero delle navi di Landévennec.

## Idrologia
L'Aulne è un fiume ricco di acque, come tutti i corsi d'acqua che scorrono nella parte occidentale della Bretagna. La sua portata è stata osservata per un periodo di 38 anni, dal 1970 al 2007 a Châteauneuf-du-Faou, località del dipartimento del Finistère, situata abbastanza lontano dall'estuario del fiume nella rada di Brest. Il suo bacino imbrifero è di 1224 km2
La portata del fiume a Châteauneuf-du-Faou è di 21.6 m3/s.
L'Aulne presenta forti fluttuazioni stagionali nella portata, come quasi tutti i fiumi costieri della Bretagna, con picchi di portata mensile in inverno, tra dicembre e marzo, fino a un livello posto fra i 34 e i 51.3 m3/s di portata media mensile, e dei minimi nella stagione di magra, da luglio a settembre, che giungono in agosto fino a 2.4 m3 di portata media mensile. Su periodi più brevi tuttavia, le differenze sono molto più pronunciate.

## Affluenti principali dell'Aulne
Da monte a valle (la lunghezza dei corsi d'acqua espressa in km è quella fornita dal SANDRE):
- Il Roudouhir o Rudalvegat, 12 km.
- Il Beurc'hoat o Squiriou, 16.7 km
- Il Rivière d'Argent o Fao o Pont-Pierre o Ruisseau de la Mine,  18 km.
- L'Éllez,  28.1  km.
- L'Hyères,  48.4 km (la confluenza avviene a circa 55 m s.l.m. e a partire da questa confluenza, il corso dell'Aulne si confonde con le tracce del canale Nantes-Brest),
- Lo Ster Pont Mine, 5.8 km.
- Lo Ster Goanez, 23.6 km.
- Il Rozvéguen, 6 km.
- Il Trois Fontaines, 10.7 km.

A livello dell'estuario:
- La Douffine o Doufine, 25.5 km.

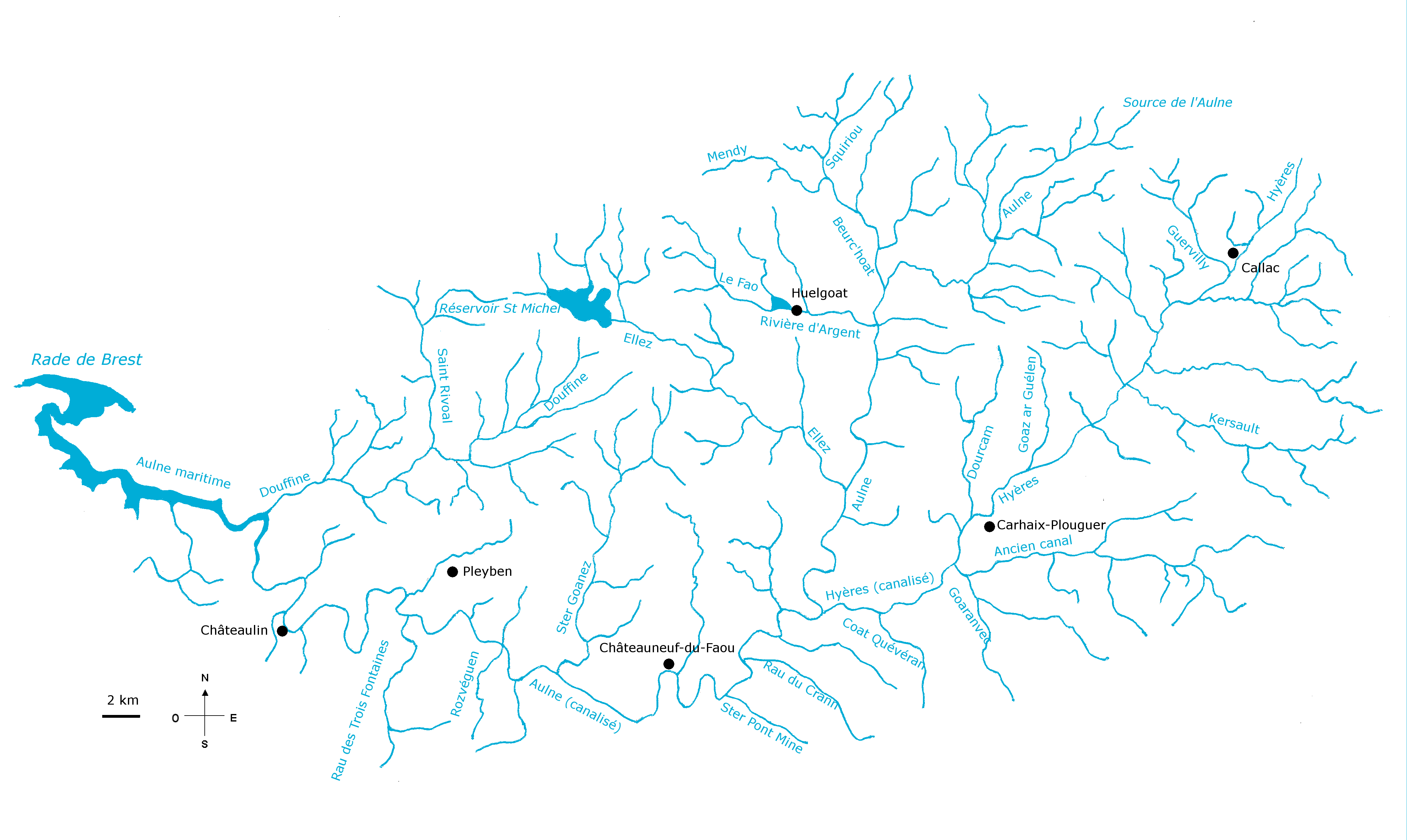
Carta dell'Aulne e dei suoi principali affluenti

- La rivière du Faou, 18  km.

## Comuni attraversati
L'Aulne attraversa 25 comuni :
Finistère
- Dinéault, Châteaulin, Saint-Ségal, Saint-Coulitz, Port-Launay, Lothey, Pleyben, Gouézec, Saint-Thois, Lennon, Laz, Châteauneuf-du-Faou, Plonévez-du-Faou, Saint-Goazec, Spézet, Landeleau, Cléden-Poher, Locmaria-Berrien, Plouyé, Scrignac, Poullaouen, Bolazec

Côtes-d'Armor
- Carnoët, Plourac'h, Lohuec

## Immagini dell'Aulne

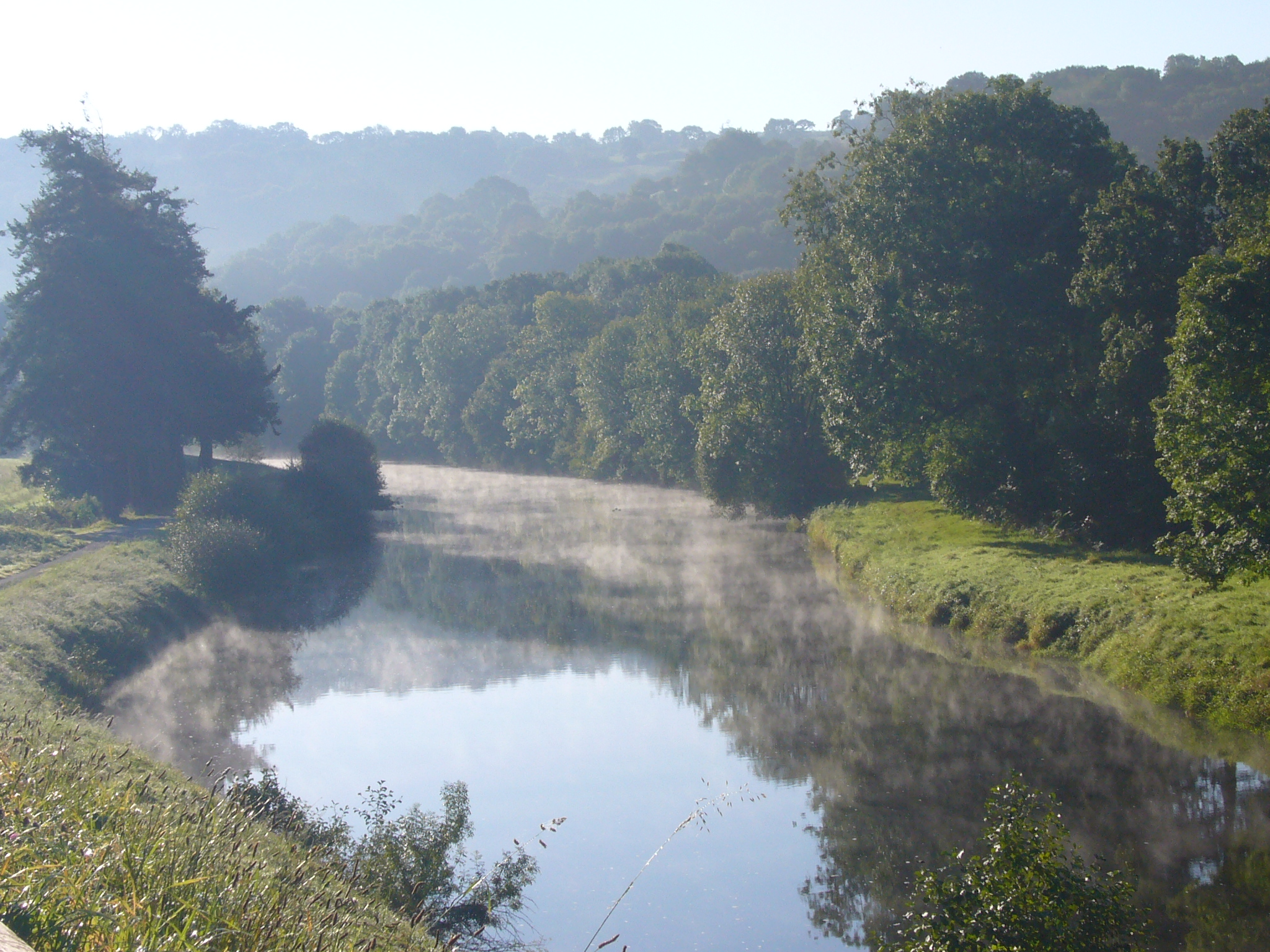
L'Aulne canalizzata presso Châteauneuf-du-Faou 1
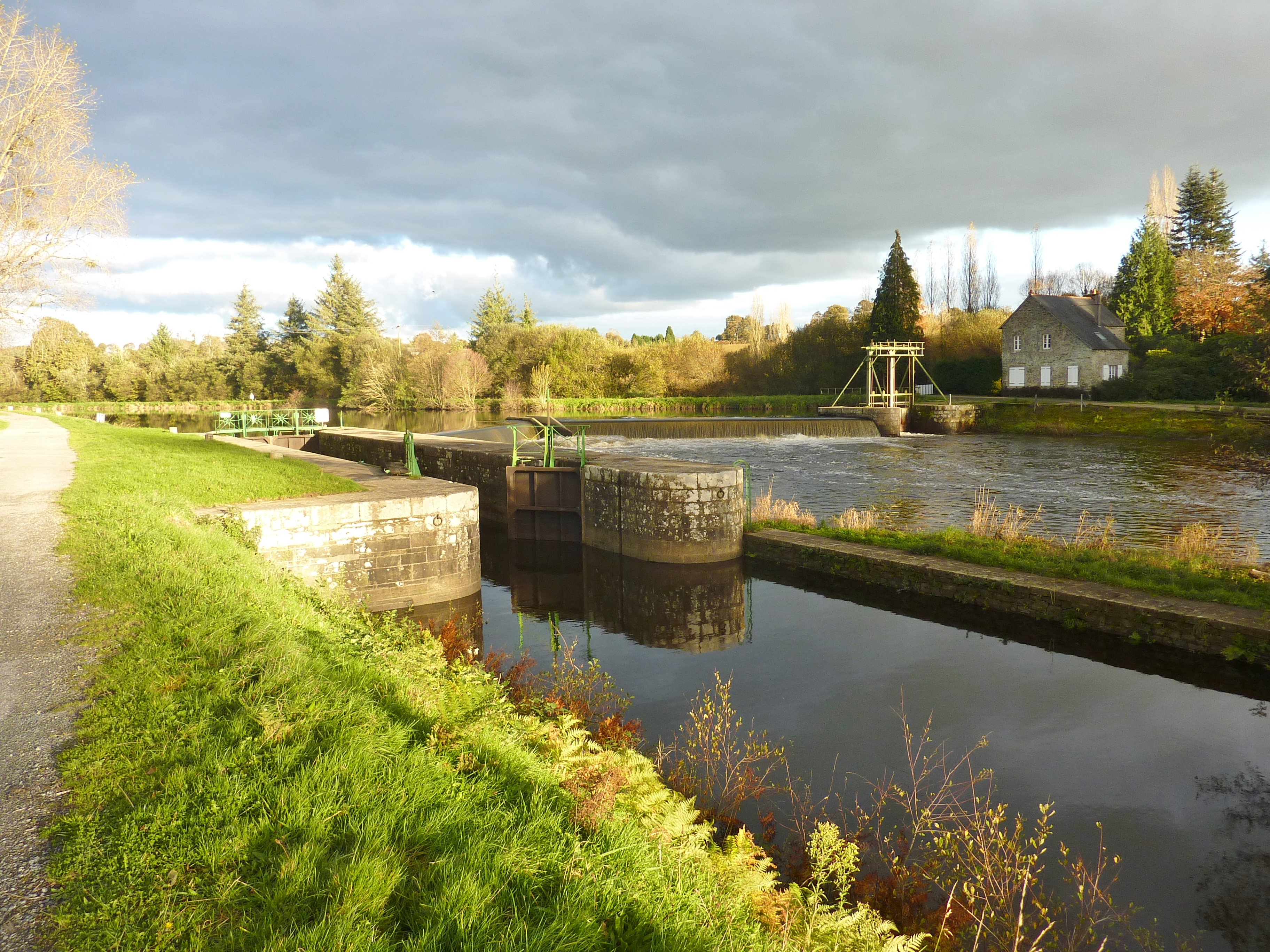
La chiusa di Voaquer (Gwaker) sull'Aulne (Canale Nantes-Brest)
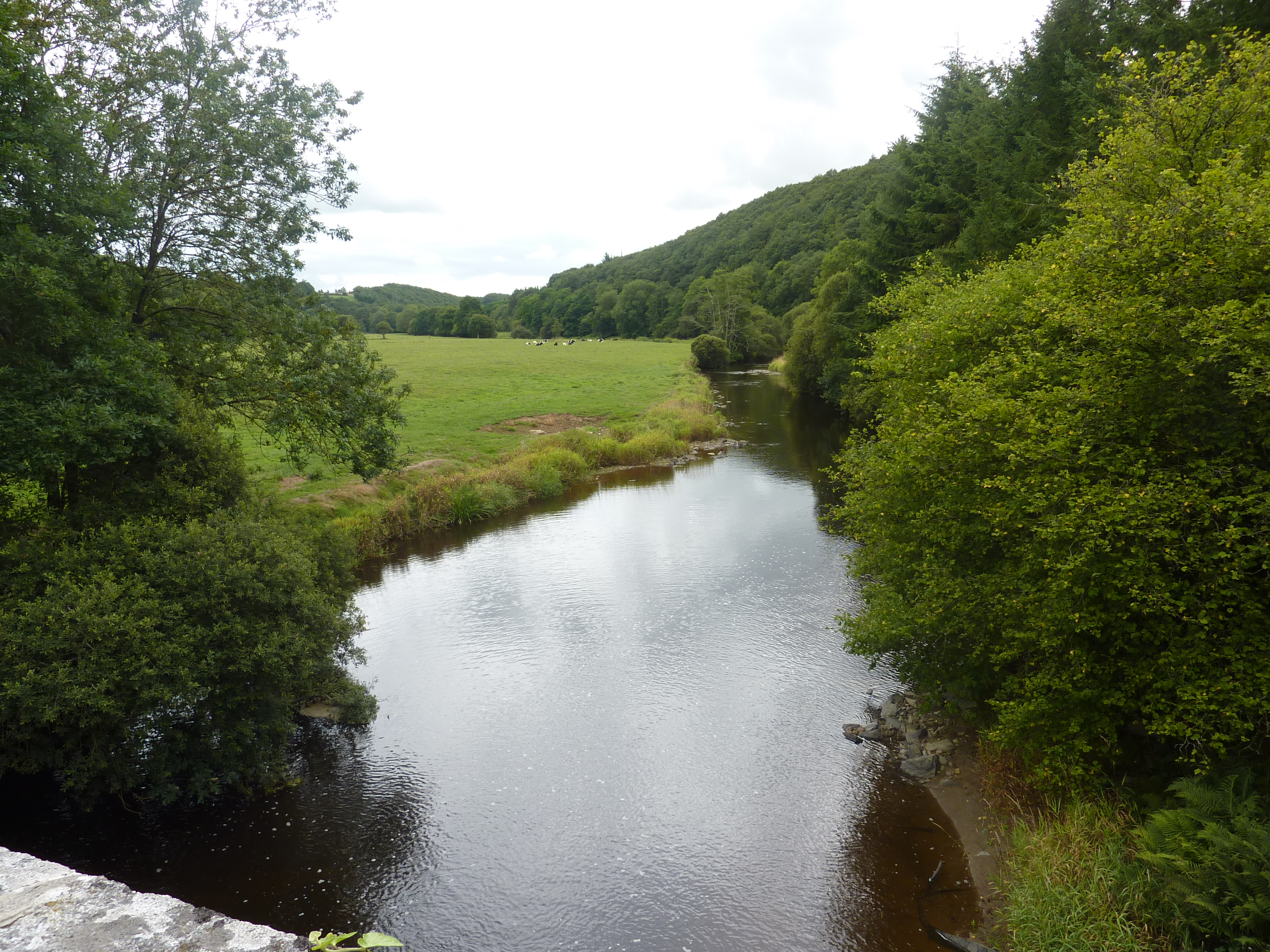
L'Aulne e la sua valle a valle della stazione di Locmaria-Berrien.
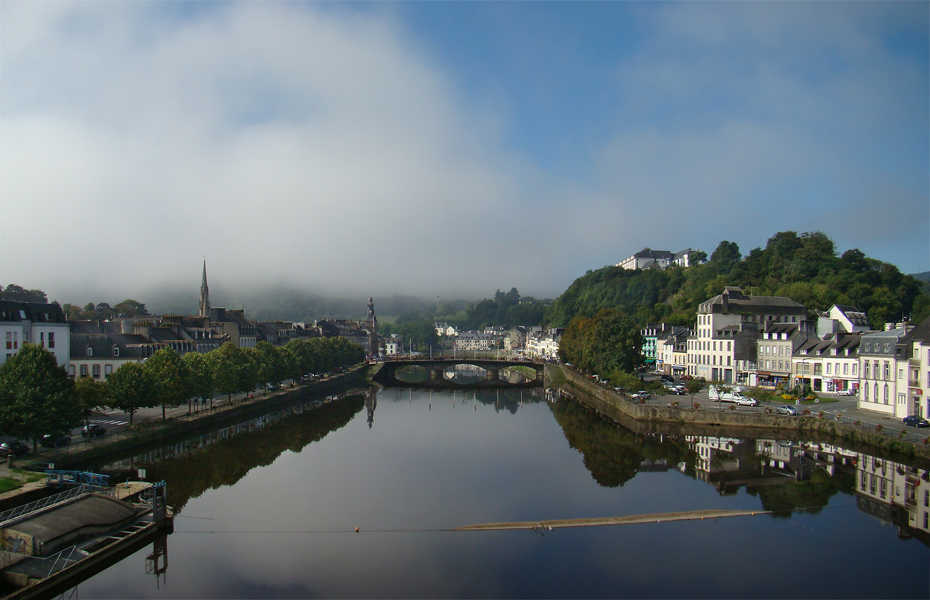
Brume mattutine sull'Aulne a Châteaulin
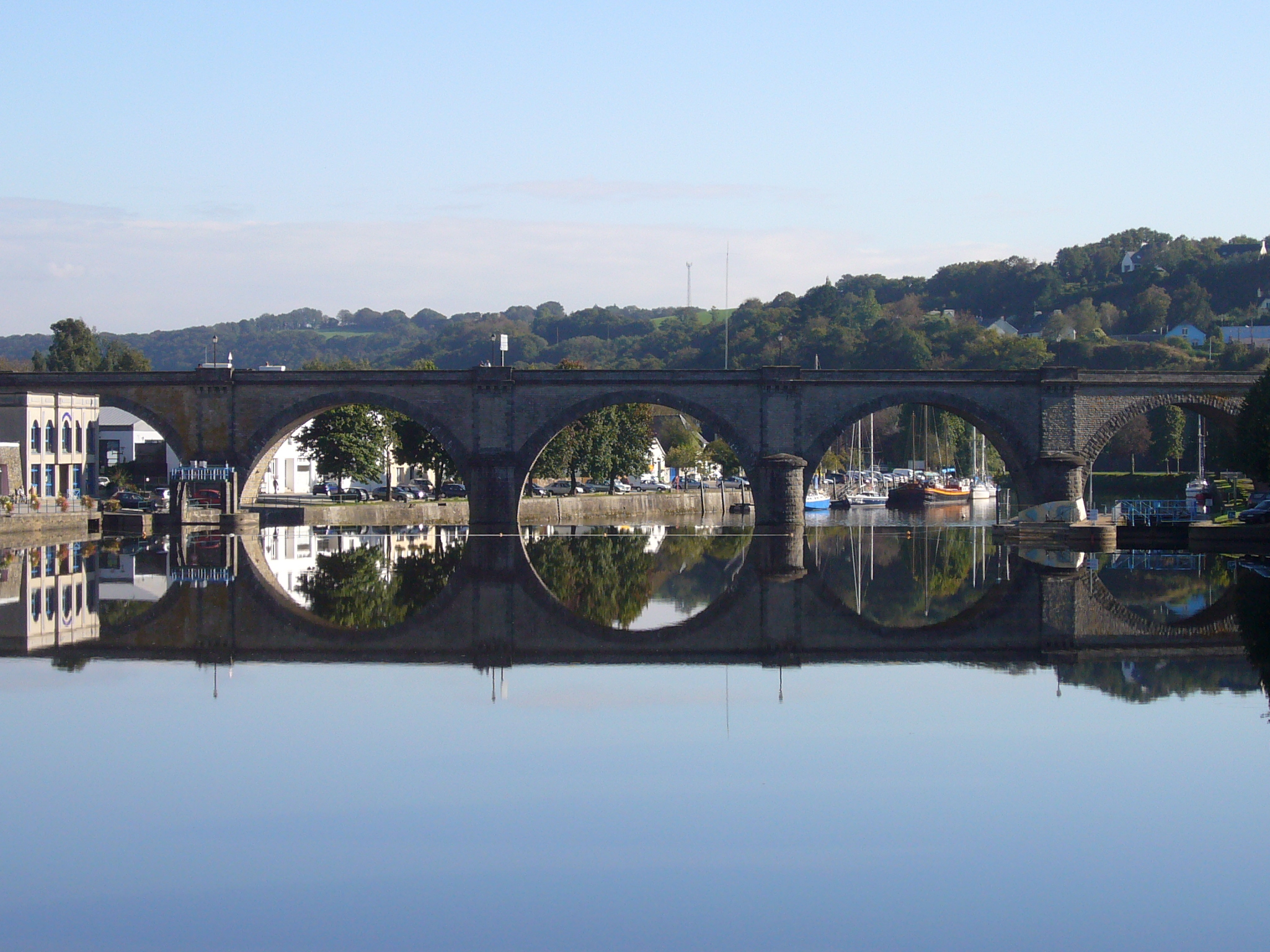
Il ponte sull'Aulne a Châteaulin
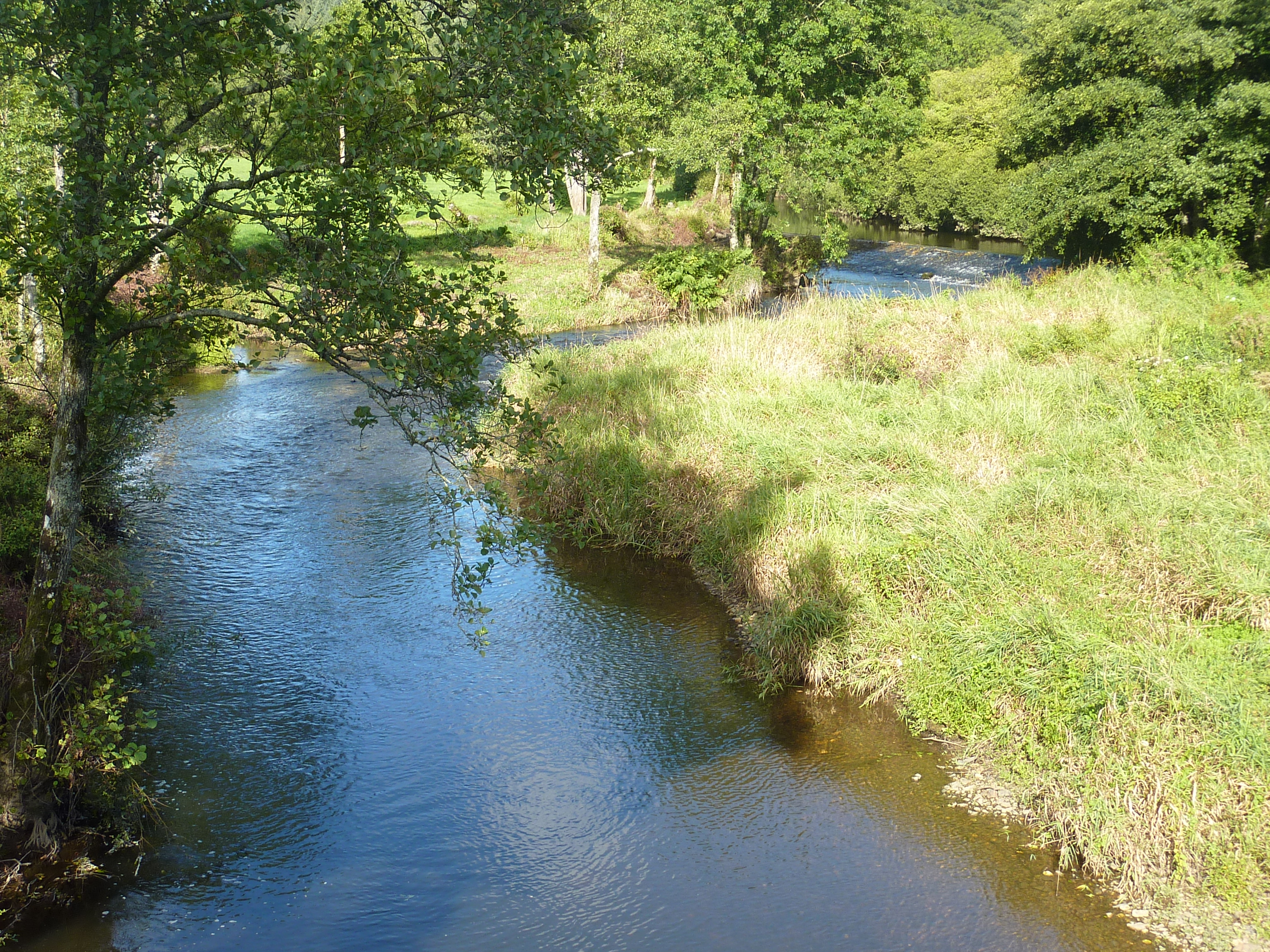
L'Aulne a Poullaouen proprio a valle della confluenza con lo Squiriou
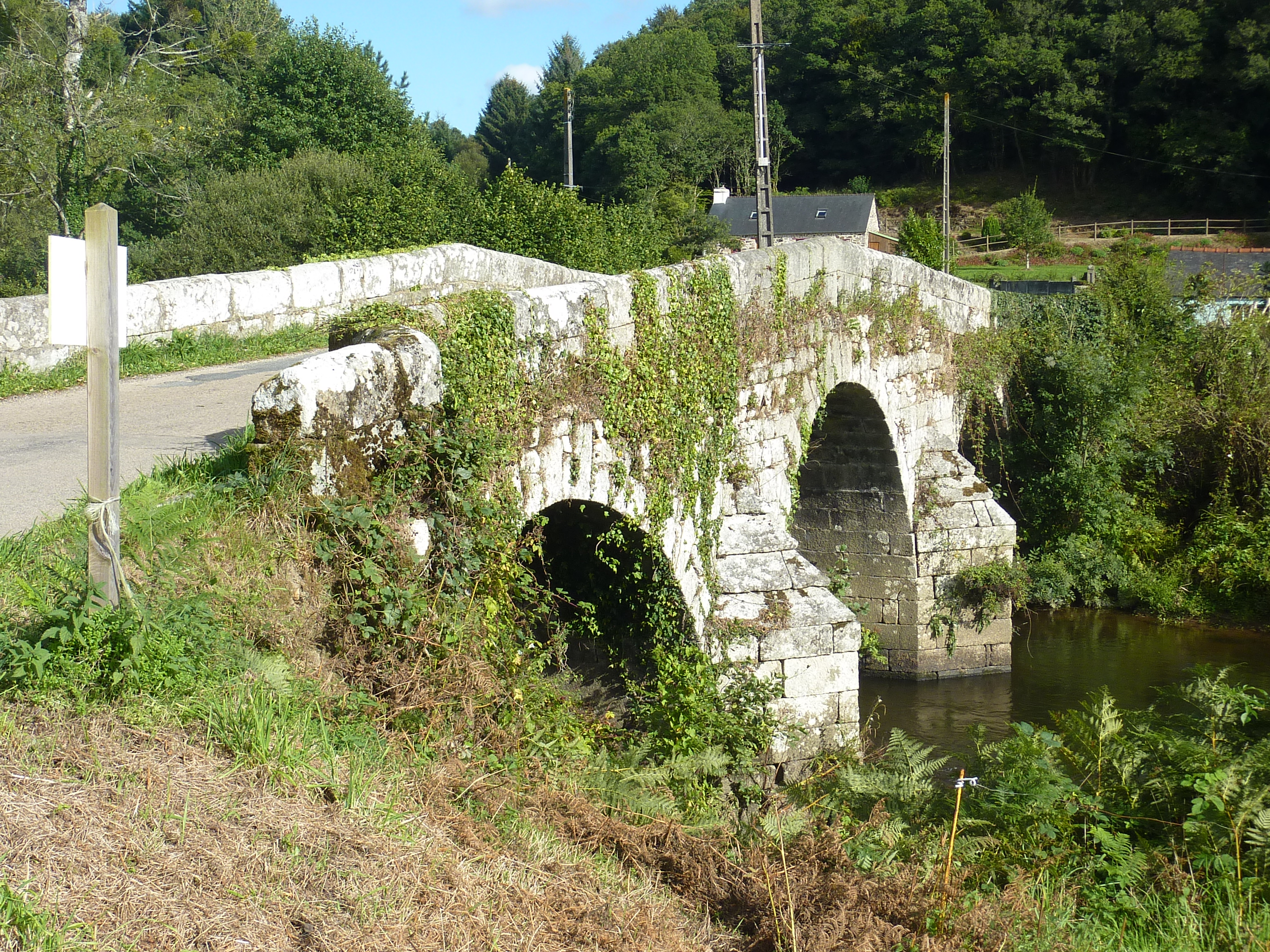
Vecchio ponte sull'Aulne a nord di Poullaouen
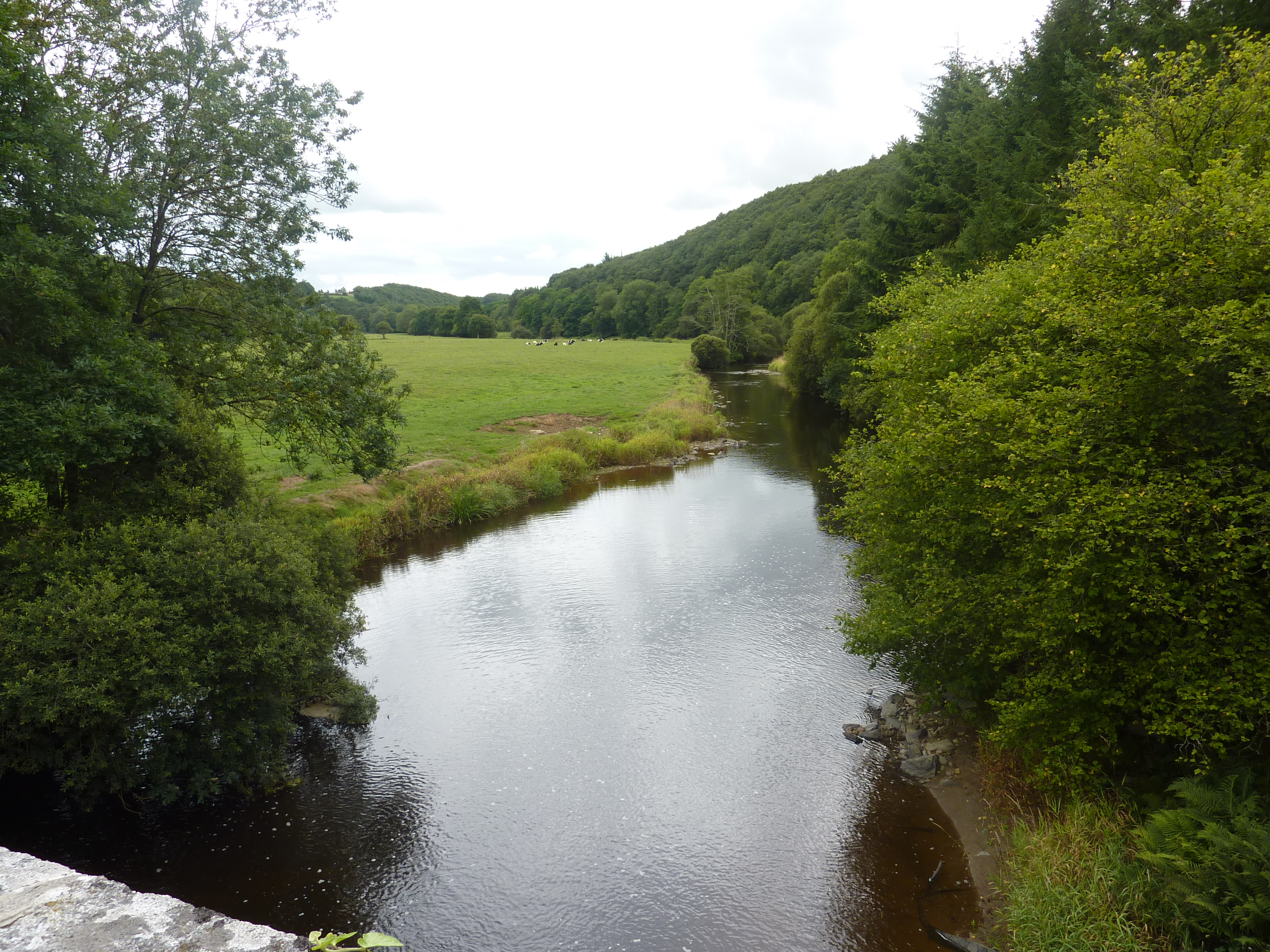
L'Aulne a Locmaria-Berrien